# 난징의대·장쑤경무학원역
난징의대·장쑤경무학원역은 2010년에 개통한 중국의 철도역이다.

## 역 주변
- 난징의과대학교
- 장쑤경무학원